# Резиньи
Резиньи́ (фр. Résigny) — коммуна во Франции, находится в регионе Пикардия. Департамент коммуны — Эна. Входит в состав кантона Вервен. Округ коммуны — Вервен.
Код INSEE коммуны — 02642.

## Население
Население коммуны на 2010 год составляло 175 человек.
| 1962 | 1968 | 1975 | 1982 | 1990 | 1999 | 2010 |
| ---- | ---- | ---- | ---- | ---- | ---- | ---- |
| 337  | 320  | 323  | 271  | 238  | 208  | 175  |

## Экономика
В 2010 году среди 108 человек трудоспособного возраста (15—64 лет) 79 были экономически активными, 29 — неактивными (показатель активности — 73,1 %, в 1999 году было 51,1 %). Из 79 активных жителей работали 68 человек (40 мужчин и 28 женщин), безработных было 11 (6 мужчин и 5 женщин). Среди 29 неактивных 10 человек были учениками или студентами, 9 — пенсионерами, 10 были неактивными по другим причинам.